# Мотаз Хавсави
Мотаз Али Хасан Хавсави (арап. معتز هوساوي, романизовано Motaz Ali Hassan Hawsawi; Џеда, 17. фебруар 1992) професионални је саудијски фудбалер који игра у одбрани на позицији централног бека.

## Клупска каријера
Професионалну каријеру започео је у редовима екипе Ал Ахли из Џеде за коју је у саудијском шампионату дебитовао током 2014. године. 

## Репрезентативна каријера
За сениорску репрезентацију Саудијске Арабије дебитовао је 5. децембра 2012. у пријатељској утакмици против селекције Замбије. 
Био је део националног тима и на Светском првенству 2018. у Русији, где је одиграо последњу утакмиц у групи А против селекције Египта.

## Успеси и признања
ФК Ал Ахли Џеда
- Саудијско првенство (1): 2015/16.
- Саудијски куп (1): 2015/16.
- Саудијски куп престолонаследника (1): 2014/15.
- Саудијски суперкуп (1): 2016/17.